# Jämtlands Gymnasium
Jämtlands Gymnasium är en utbildningsleverantör som driver gymnasieskolor och delar av vuxenutbildningen i de jämtländska kommunerna Bräcke, Krokom, Ragunda, Åre och Östersund.
Huvudman för verksamheten är Jämtlands gymnasieförbund, ett kommunalförbund med uppdraget att tillhandahålla och ansvara för de fem medlemskommunernas gymnasiala utbildningar. Organisationen, som erbjuder alla nationella program, har sju skolor, 620 anställda och cirka 3 500 studerande.
I verksamheten ingår bland annat Wargentinskolan, Palmcrantzskolan, Åsbygdens naturbruksgymnasium och Jämtlands Vux.